# Pradosia spinosa
Pradosia spinosa là một loài thực vật có hoa trong họ Hồng xiêm. Loài này được Ewango & Breteler mô tả khoa học đầu tiên năm 2001.